# Simitidion
Genre

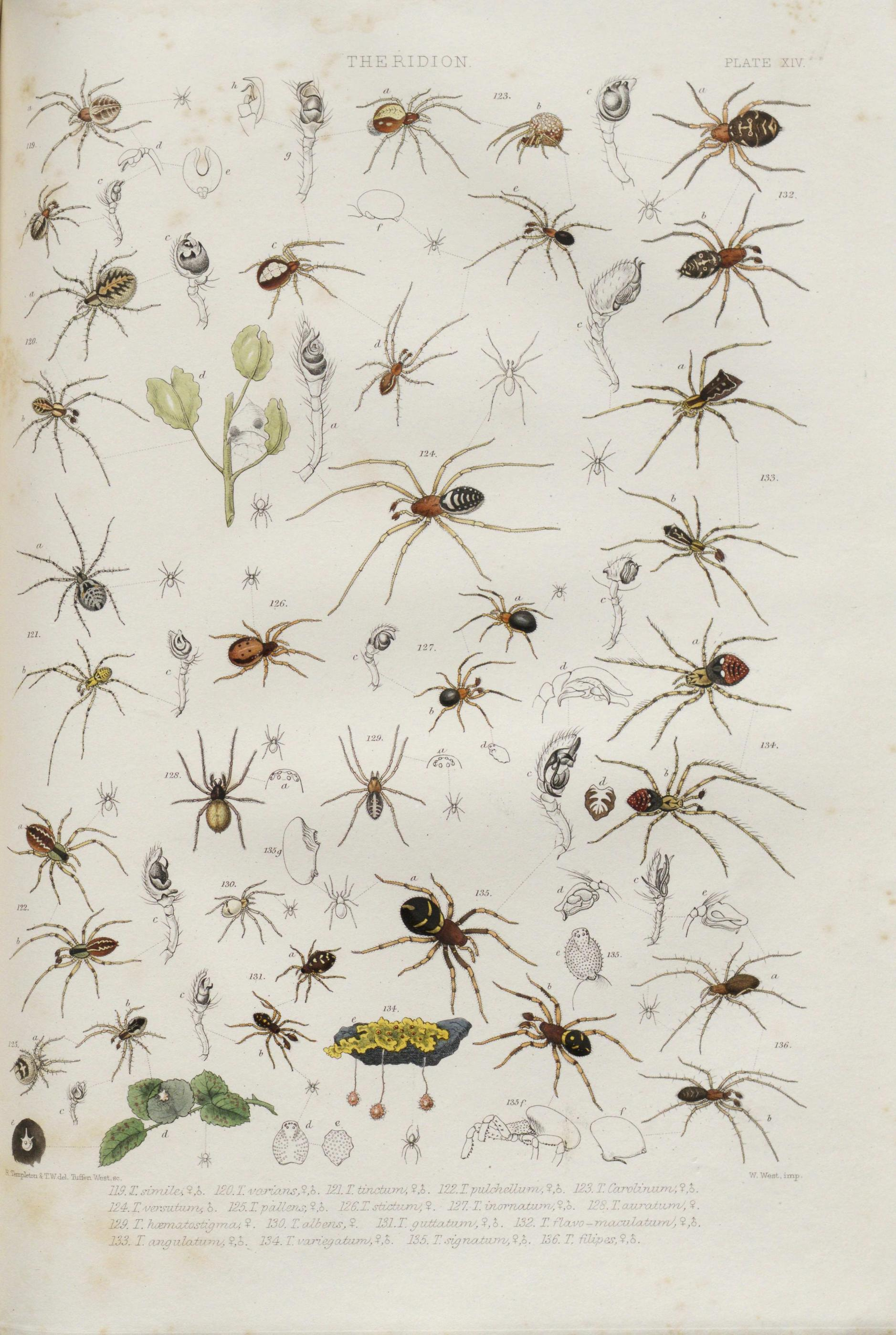
illustration de Simitidion au numéro 119 de la planche de J. Blackwall, Histoire des araignées de Grande-Bretagne et d'Irlande.

Simitidion est un genre d'araignées aranéomorphes de la famille des Theridiidae.

## Distribution
Les espèces de ce genre se rencontrent en zone Holarctique.

## Liste des espèces
Selon World Spider Catalog (version 16.0, 17/05/2015) :
- Simitidion agaricographum (Levy & Amitai, 1982)
- Simitidion lacuna Wunderlich, 1992
- Simitidion simile (C. L. Koch, 1836)

## Publication originale
- Wunderlich, 1992 : Die Spinnen-Fauna der Makaronesischen Inseln: Taxonomie, Ökologie, Biogeographie und Evolution. Beiträge zur Araneologie, vol. 1, p. 1-619.